# Об'явлення Діви Марії в Грушові
Об'явлення Діви Марії в Грушові — серія надприродних об'явлень Богородиці, що відбувалися у с. Грушів, тепер Дрогобицького району на Львівщині у 1987 році протягом кількох місяців.
Не має офіційного вердикту католицької церкви стосовно визнання чи невизнання, але фактично визнається греко-католицькою церквою. За кількістю візіонерів, тобто людей, які безпосередньо бачили Діву Марію є на одному з перших місць в історії об'явлень Богородиці. Також Богородиця залишила кілька послань, які записав правозахисник і дисидент Йосип Тереля.

## Передісторія
Місце майбутнього об'явлення Діви Марії стало відомим наприкінці XVIII століття, коли в селі відкрилося цілюще джерело. У 1806 році Стефаном Чаповським була написана ікона Богородиці, яку стали вважати чудотворною. Криниця з іконою стала місцем паломництва, що не сподобалося владі і у 1848 році криницю засипали сміттям, ікону вдалося врятувати. Через деякий час, у 1855 році розпочалася епідемія холери і місцева селянка побачила у сні Богородицю, яка попросила «очистити осквернену криницю та відслужити Службу Божу, після чого смерть в селі припиниться». Місцеві жителі розчистили джерело, хвороба зупинилась, а мешканці села викупили ділянку землі з криницею і побудували навколо неї каплицю. Пізніше каплицю перебудували на церкву Пресвятої Трійці, яку освятили 1878 року.
У 1901 році за єпископа Констянтина Чеховича церква отримала право повного відпусту за дозволом Ватикану у три свята: Пресвятої Трійці, Успіння Матері Божої, Воздвиження Чесного Хреста, а також у другу неділю травня.
Після окупації Галичини Радянським Союзом почалися утиски віруючих. 18 березня 1959 року, голова  райвиконкому закрив церкву. Незважаючи на переслідування, місцеві селяни тайкома пробиралися до святині.

## Об'явлення
Ранком 26 квітня 1987 року, в річницю Чорнобильської катастрофи, 12-річна школярка Марія Кізин, яка жила неподалік зачиненої церкви Пресвятої Трійці, побачила на балконі храму яскраву жіночу постать. Вона покликала матір, потім до них доєдналися сусіди та односельці, багато з яких також побачили жінку. Деякі бачили її як яскраву постать, інші — одягнену в чорне.
30 квітня 1987 року на куполі церкви з'явились різні зображення — зі сходу на двох листах бляхи було видно велику постать Матері Божої, що тримає на руках Ісуса. З західної сторони — погруддя Ісуса Христа у терновім вінку. Вночі з'являлось сяйво всередині каплиці та над її куполом. Кількість людей, які збирались біля церкви, все збільшувалась. Кожен день до Грушова прибувало від 20 до 25 тисяч прочан.
Об'явлення продовжувались в травні 1987 року. Просто на подвір'ї зачиненої церкви священники правили Служби Божі, провадили молитви вервиці і подяки.
20 травня опівночі тричі перед натовпом з'явилася Діва Марія у вигляді яскравої постаті.
28 травня прочани останній раз побачили Богородицю - на світанку під балконом церкви з'явилася жіноча постать з дитятком на руках.
28 серпня 1987 року на свято Успіння на балконі з'явився вогонь висотою близько 40 см, який палав близько півгодини і згас, не заподіявши шкоди.
6 липня 1988 року храм було знову відкрито. 7 липня 1988 року після майже 30-літньої перерви у церкві Пресвятої Трійці пройшла Літургія за участі великої кількості священників.

### Реакція комуністичної влади, розголос в ЗМІ
Комуністична влада вжила заходів для припинення паломництва до місця об' явлення — спочатку балкон забили фанерою та затягнули матерією, але образ проявився знову, тому риштування зняли. Щоб не було чути молитов та співів через гучномовці пускали антирелігійну пропаганду, молільникам погрожували звільненям з роботи і штрафами. Також біля села поставили кордони з міліції, оголосили, що в районі почалася епідемія ящура, дорогу полили гудроном і відмінили маршрути автобусів, забороняли рух приватних авто. Марію Кізин разом з матір'ю ізолювали, затримували підпільних священників УГКЦ о.о. Івана Сеньківа і Тараса Сеньківа .
У комуністичній пресі, а саме на сторінках львівських газет «Вільна Україна», «Львівська правда», «Ленінська молодь», дрогобицької газети «Радянське слово»  розпочалася компанія "розвінчання" містичної події. Пізніше підключилися центральні радянські ЗМІ — пройшов "викривальний" сюжет по ЦТ, вийшли статті в щотижневику «Літературна газета» та журналі «Людина і світ»,  об'явлення називалося "спалахом марновірства". Але ефект виявився протилежним. Завдяки ЗМІ про об'явлення дізналося ще більше жителів СРСР. До Грушова приїздили тисячі людей не тільки з України, але і Молдови, Казахстану, Росії, Білорусі, Прибалтики, Грузії. При цьому велика кількість з паломників та місцевих жителів своїми очами бачили постать жінки, яка з'являлася на балконі чи даху церкви і кланялася людям. ЇЇ бачили і деякі міліціонери, і кдбісти. Люди отримували зцілення від важких недуг, багато навернулися до віри в Бога. Залишились документальні кадри, на яких видно величезну кількість молільників біля церкви.
2 червня 1987 вийшла спільна заява прокурора, міністра внутрішніх справ і голови ради у справах релігії УРСР  "взяти під особливий контроль так звані святі місця, богородичні святині — як діючі, так і не діючі, виявляти підпільних священників, попереджуючи їх нелегальну незаконну діяльність" особливо під час Богородичних свят.
13 жовтня 1987 року в New York Times вийшла стаття журналістки Фелісіті Беренджер «Примара блукає Україною: Церква, якої немає». В статті через подію об’явлення Богородиці подавалася проблема підпільної церкви— існування УГКЦ в умовах заборон і порушень прав віруючих радянською владою. Таким чином про об'явлення в українському селі дізналися у всьому світі.
В липні 1988 року околиці Грушова стали місцем проведення святкування 1000-річчя Хрещення Русі-України, який організував Комітет захисту Української Греко-Католицької Церкви.

## Послання
Послання були записані дисидентом та в'язнем комуністичного режиму Йосипом Терелею. 
|  | Мій вірний народе, яка ж це радість для Мене – перебувати тут поміж вами, адже Я бачу у вас віру і силу. Бачу, що ви зберегли свою вірність Церкві, навіть тоді, коли здавалося, що віра зникає назавжди. […] Немає особливої заслуги за вірність в умовах, коли вас ніхто не переслідує. Геройство і сміливість потрібні тоді, коли нищать віру, під час переслідувань. Ось тому Я й прийшла до вас |

|  | Україна першою вклонилася мені як Цариці і Я прийняла її під свій захисток...У єдності здобудете Моє Серце і Любов, сміливо йдіть за провідниками своєї Церкви і здобудете силу та любов серед народів світу |

Також Богородиця закликала до покаяння, перемінення, єдності, провістила відновлення незалежності і майбутні випробування. Найбільше Діва Марія, як і в Фатімі, закликала молитися за навернення росії.

## Пам'ять і значення
Сама по собі історія з містичними видіннями і багатолюдним паломництвом до релігійних святинь була неймовірною подією в жорстко секуляризованому, ворожому до будь-яких проявів релігійності  радянському суспільстві. Особливо промовистим стало безсилля влади та силових структур, які не змогли припинити потік паломників до Грушова. Тому Грушівські об'явлення розглядаються як один з передвісників колапсу комуністичної влади. Навіть для агностиків ця подія має  суспільно - політичне значення як вияв масової непокори народу місцевій та центральній владі, безсилля офіційної пропаганди. акція "м'якої сили", коли тисячі неозброєних людей без політичних гасел змогли зробити великий внесок в розпад імперіалістично-комуністичного монстра. Для віруючих, особливо для тих християн, які зберегли вірність підпільній і жорстоко переслідуваній греко-католицькій церкві, це був перш за все знак надії на переміни, на те, що Бог є поряд і чує їхні молитви.
У 2017 році глава УГКЦ Святослав Шевчук сказав про об'явлення в Грушові
|  | Грушівське об’явлення Пресвятої Богородиці тоді, у 1987-му, було благовіщенням нашої свободи і у сенсі державному й політичному, і возвіщенням виходу нашої Церкви з підпілля |

Місце об'явлень залишається значним паломницьким центром. В церкві ведеться журнал обліку зцілень, який на 2017 рік зафіксував 270 оздоровлень. Досі в Грушові живуть свідки об'явлення. Кожного року у другу неділю травня відбувається проща до села.